# Charles Schlee
Charles (Carl) Wilhelm Daniel Schlee (21. juli 1873 i København, Danmark – 5. januar 1947 i Cambridge, Massachusetts, USA) var en danskamerikansk cykelrytter.
Charles Schlee var søn af Johann Friedrich Wilhelm Schlee og Ada Wedel, som tilhørte den tysksprogede menighed Sankt Petri i København. Han boede sine første ti år i København og udvandrerede med sin mor og fem yngre søskende til Philadelphia i Pennsylvania sommeren 1883. I USA voksede han op i i Newark i New Jersey. Han blev banecyklist og var aktiv i perioden 1902-1911, mest på velodromen i Vailsburg, i Newark. Han deltog på det amerikanske hold ved de olympiske lege i St. Louis, USA i 1904 i seks af de syv løb og vandt guldmedalje på 5 miles.

## Olympiske lege i St. Louis 1904
- 1/3 mile: 4. plads
- 1/2 mile: slået ud i semifinalen
- 1 mile – slået ud i 1. runde
- 2 miles – ukendt placering
- 5 miles:  Guld
- 25 miles – brød løbet